# دانيال هارفي هيل
دانيال هارفي هيل (بالإنجليزية: Daniel Harvey Hill)‏ (و. 1821 – 1889 م) هو بروفيسور (أستاذ جامعي) من الولايات المتحدة الأمريكية ولد في مقاطعة يورك.

## التعليم
تعلم في الأكاديمية العسكرية الأمريكية.